# Список рыцарей габсбургского ордена Золотого руна
Орден Золотого руна, созданный герцогом Бургундии Филиппом III Добрым в 1430 году, с 1478 по 1700 год возглавлялся великими магистрами из дома Габсбургов, получившими в 1516 году корону Испании, и носившими титул герцогов Бургундских.

Орденская цепь Золотого руна

## При Максимилиане Габсбурге
Эрцгерцог Максимилиан Габсбург, благодаря браку с Марией Бургундской, герцог Бургундии и третий великий магистр ордена (30 апреля 1478 — 27 марта 1482).

### Тринадцатый капитул (Брюгге, 1478)

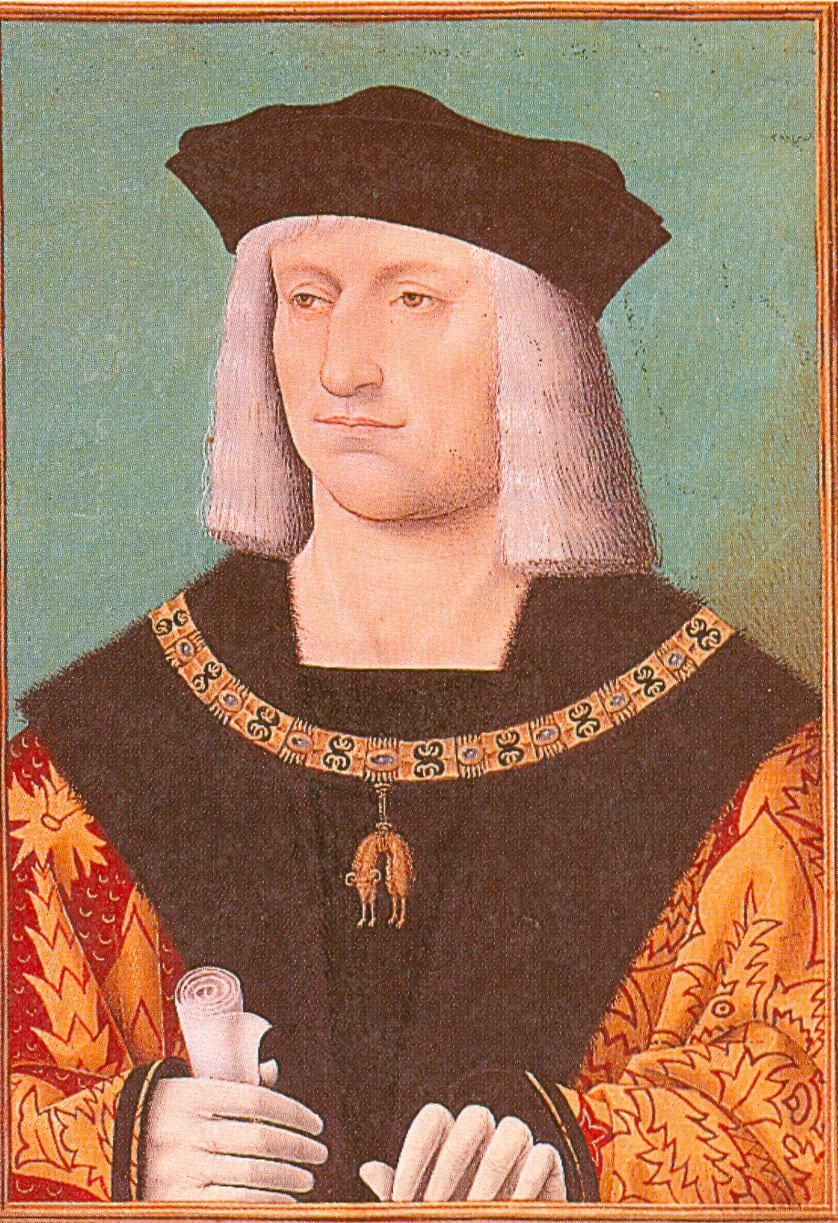
Йос ван Клеве. Портрет Максимилиана Габсбурга

- 80 Максимилиан I Габсбург (1459—1519), эрцгерцог Австрийский, с 1493 император
- 81 Виллем IV ван Эгмонт (1412—1483), статхаудер Гелдерна
- 82 Вольферт VI ван Борселен (ок. 1430—1487), граф де Гранпре, сеньор де Вер и Флиссинген, граф Бьюкен, адмирал бургундских Нидерландов, маршал Франции, стадхаудер Голландии и Зеландии
- 83 Жосс де Лален (ок. 1437—1483), сеньор де Монтиньи, адмирал Фландрии, статхаудер Голландии, Зеландии и Фрисландии
- 84 Жак I де Люксембург (ум. 1487), сеньор де Фиенн
- 85 Филипп Бургундский (ум. 1498), сеньор де Беверен, граф де Ла-Рош, адмирал Нидерландов
- 86 Пьер II де Люксембург (1435—1482), граф де Сен-Поль, де Суассон, де Бриенн и де Марль[нем.]
- 87 Жак Савойский (1450—1486), граф де Ромон
- 88 Бертрам фон Лихтенштейн (ум. 1493)

### Четырнадцатый капитул (Хертогенбос, май 1481)
- 89 Филипп I Красивый (1479—1506), эрцгерцог Австрийский, герцог Бургундский, король Кастилии
- 90 барон Жан IV де Линь (ок. 1435—1491)
- 91 Пьер де Энен-Льетар (1433—1490), сеньор де Буссю
- 92 Бодуэн II де Ланнуа (ок. 1436—1501), сеньор де Молембе и Туркуэн
- 93 Гийом де Лабом (ум. 1490), сеньор д’Ирлен
- 94 Ян III ван Берген (1452—1532), губернатор Намюра
- 95 Мартин II фон Польхейм (ум. 1498)
- 96 Клод де Тулонжон (ум. 1503)

## При Филиппе I Красивом
Филипп Красивый, герцог Бургундии, четвёртый великий магистр ордена (27 марта 1482 — 25 сентября 1506).

### Пятнадцатый капитул (Мехелен, 1491)

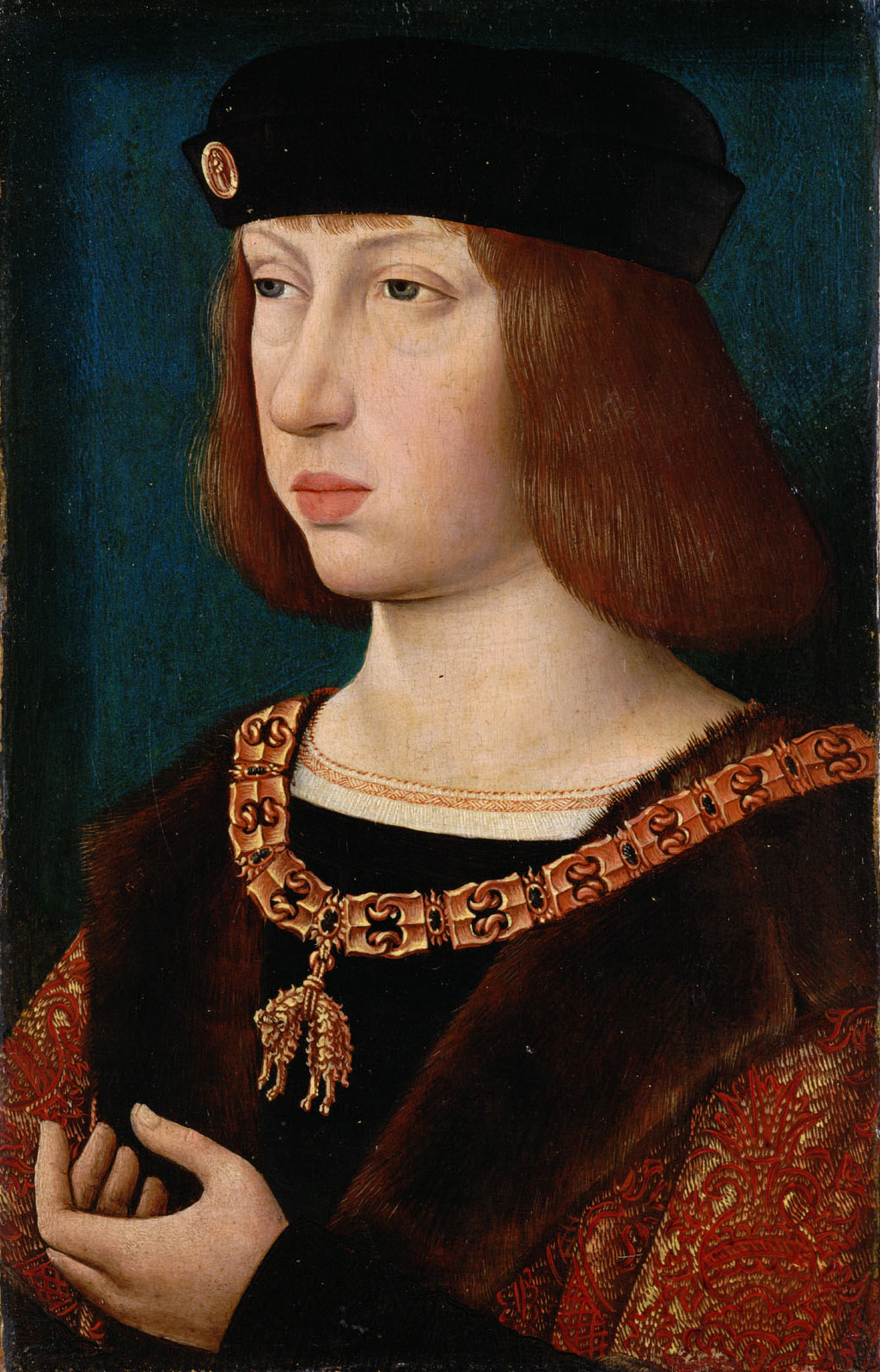
Мастер легенды святой Марии Магдалины. Портрет Филиппа I Красивого (ок. 1500)

- 97. император Фридрих III (1415—1493)
- 98. Генрих VII (1457—1509), король Англии
- 99. Альбрехт III (1443—1500), герцог Саксонии
- 100. Хендрик III ван Виттем (ок. 1440—1515), сеньор ван Берсел
- 101. Пьер де Ланнуа (ум. 1510), сеньор де Френуа
- 102. Эберхард V Бородатый (1445—1496), граф фон Урах, позднее герцог Вюртембергский
- 103. Клод де Нёшатель (ум. 1505), сеньор де Феи
- 104. граф Жан III д’Эгмонт (ок. 1439—1516)
- 105. Кристоф I Баденский (1453—1527), маркграф Баденский
- 106. Ян V ван Крёйнинген (1460—1513)
- 107. Шарль I де Крой (1455—1527), князь де Шиме
- 108. Гийом де Крой (1458—1521), герцог ди Сора, маркиз ван Арсхот
- 109. Юг де Мелён (ок. 1454—1524), бургграф Гента
- 110. Жак II де Люксембург (ум. 1519), сеньор де Фиенн, граф де Гавр

### Шестнадцатый капитул (Брюссель, 1501)

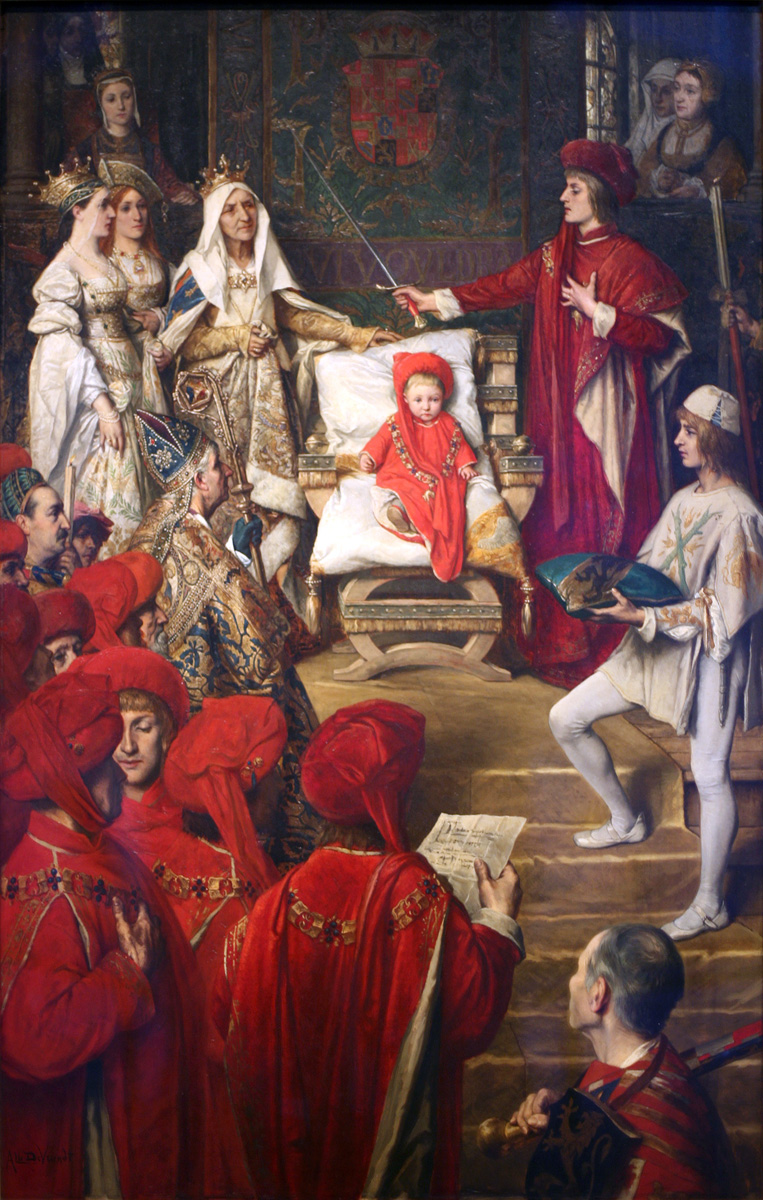
Альбрехт де Вриндт Филипп I Красивый посвящает своего сына Карла в рыцари ордена Золотого руна (1880)

- 111. Карл Габсбург (1500—1558), граф де Шароле, эрцгерцог Австрийский, позднее король Испании и император
- 112. Вольфганг фон Польхейм[нем.] (1458—1512)
- 113. граф Эйтель Фридрих II Гогенцоллерн (1458—1512)
- 114. Корнелис ван Берген (1458—1516), адмирал Нидерландов
- 115. Филипп Бургундский (1466—1542), епископ Утрехта, адмирал Фландрии
- 116. Мишель де Крой (ум. 1516), сеньор де Сампи
- 117. Жан де Люксембург (ум. 1508), сеньор де Виль
- 118. Филиберт II (1480—1504), герцог Савойи

### Семнадцатый капитул (Мидделбург, 1505)
- 119. Генрих Тюдор (1491—1546), принц Уэльский, позднее король Англии
- 120. Пауль фон Лихтенштейн-Кастелькорн[нем.] (1460—1513)
- 121. граф Шарль I де Лален (ок. 1466—1525)
- 122. граф Вольфганг фон Фюрстенберг (1465—1509)
- 123. Хуан Мануэль де Вильена де Ла Вега[нем.] (ум. 1543), сеньор де Бельмонте
- 124. Флорис ван Эгмонт (1469—1539), граф ван Бюрен и Лердам
- 125. граф Якоб III ван Горн (ум. 1531)
- 126. граф Генрих III фон Нассау (ум. 1538)
- 127. Ферри де Крой (ум. 1524), сеньор дю Рё
- 128. Филибер де Вере (ум. 1512), главный дворцовый распорядитель

## При Карле V
Эрцгерцог Карл Габсбург, герцог Бургундии, ставший позднее королём Испании и императором, был пятым великим магистром ордена (25 сентября 1506 — 22 октября 1555).

### Восемнадцатый капитул (Брюссель, октябрь-ноябрь 1516)

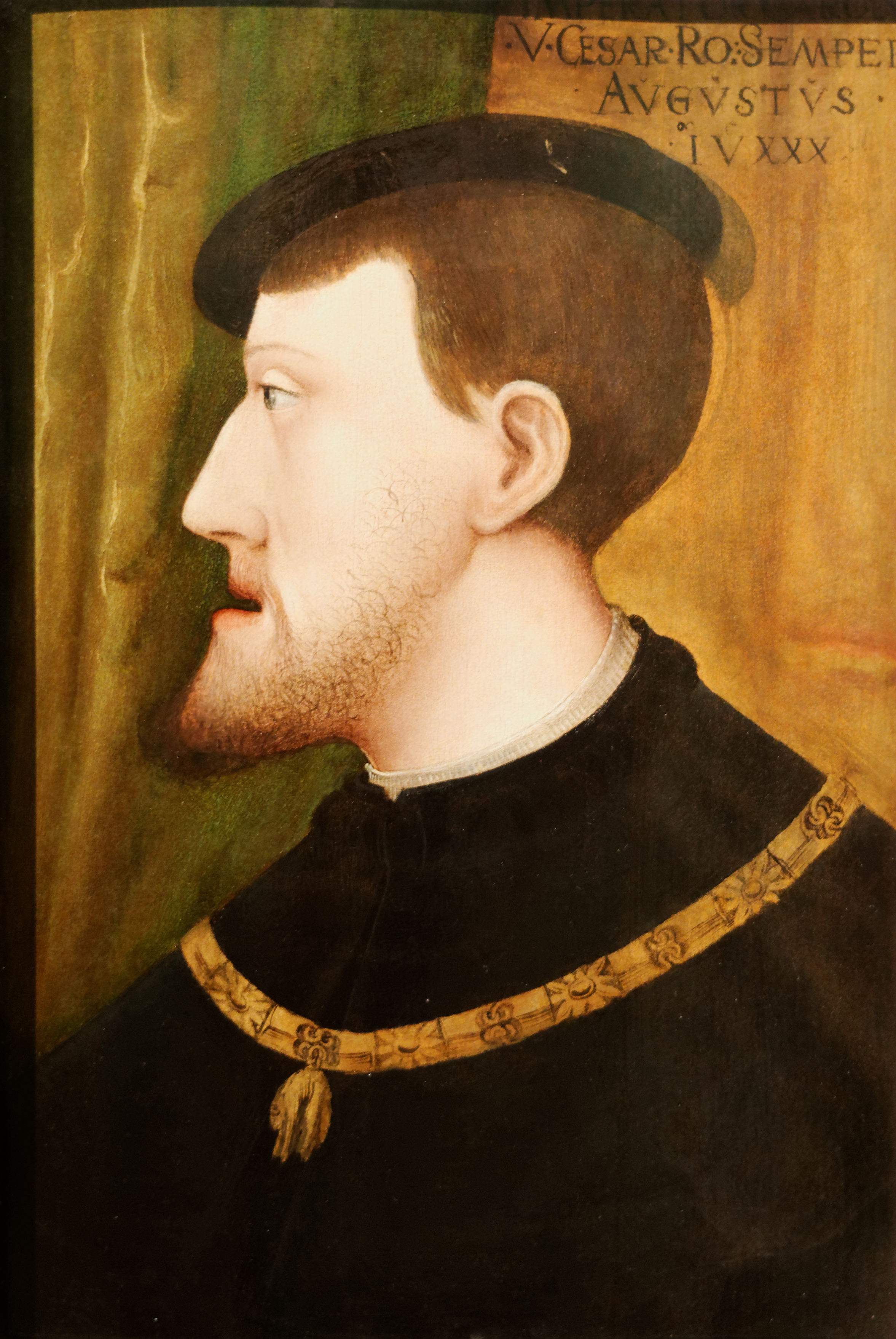
Карл V

6 ноября на вакантные места были избраны 15 новых рыцарей:
- 129. Франциск I (1494—1547), король Франции
- 130. Фердинанд I (1503—1564), эрцгерцог Австрийский, позднее император
- 131. Фридрих II (1482—1556), пфальцграф Рейнский
- 132. маркграф Иоганн Бранденбург-Ансбах-Кульмбахский[нем.] (1493—1525), вице-король Валенсии
- 133. Ги де Лабом (ум. 1516), граф де Монревель
- 134. граф Хойер VI фон Мансфельд[нем.] (1484—1540)
- 135. Лоран де Горрево (ум. 1529), граф де Пон-де-Во
- 136. Филипп II де Крой (1496—1549), маркиз, затем герцог д'Арсхот
- 137. Жак Пеншар де Гавр (ок. 1465—1537), сеньор де Фрессен, великий бальи Эно
- 138. Антуан де Крой-Шиме (1460—1546), сеньор де Сампи
- 139. Антуан I де Лален (ок. 1480—1540), сеньор де Монтиньи, затем граф ван Хогстратен
- 140. Шарль де Ланнуа (1482—1527), князь Сульмоны и граф Асти
- 141. Адольф Бургундский (ум. 1540), сеньор де Беверен, граф де Ла-Рош, маркиз де Вер, адмирал Нидерландов
- 142. Филибер де Шалон (1502—1530), принц Оранский
- 143. граф Феликс фон Верденберг[нем.] (ум. 1530)

### Папская булла 8 декабря 1516
В тот же день, 6 ноября 1516, в ожидании папского разрешения на увеличение количества членов ордена, были номинированы ещё десять человек:
- 144. Мануэл I (1469—1521), король Португалии
- 145. Людовик II (1506—1526), король Венгрии и Чехии
- 146. барон Михаэль фон Волькенштейн (ум. 1523)
- 147. Максимилиан ван Горн (ум. 1542), бургграф Фюрна
- 148. Вильгельм II цу Раппольтштейн (1468—1547)
- 149. барон Жан III де Тразеньи (ок. 1470—1550)
- 150. Ян II ван Вассенар (1483—1523), бургграф Лейдена
- 151. Максимилиан ван Берген (ум. 1522), владетель Зевенбергена
- 152. Франсуа де Мелён (ум. 1547), граф д’Эпинуа
- 153. граф Жан IV д’Эгмонт (1499—1528)

8 декабря 1516 папа Лев X издал буллу, разрешавшую увеличить число рыцарей до 51. Булла была получена в Брюсселе 9 января 1517, и в тот же день оглашена на ассамблее
В январе 1519 Карлом V на оставшиеся десять мест были назначены семь кастильских дворян, два арагонца и один неаполитанец:
- 154. Фадрике Альварес де Толедо (ок. 1460—1531), 2-й герцог Альба де Тормес
- 155. Диего Лопес Пачеко-и-Портокарреро (1456—1529), 2-й герцог де Эскалона
- 156. Диего Уртадо де Мендоса де ла Вега (1461—1531), 3-й герцог дель Инфантадо
- 157. Иньиго Фернандес де Веласко-и-Мендоса (ум. 1528), 2-й герцог де Фриас, коннетабль Кастилии
- 158. Альваро II де Суньига-и-Гусман (ок. 1455—1531), 2-й герцог де Бехар, 2-й герцог де Пласенсия
- 159. Антонио Манрике де Лара[англ.] (ок. 1466—1535), 2-й герцог де Нахера
- 160. Ферран I Жоан Рамон Фольк де Кардона (ум. 1545), 2-й герцог де Кардона
- 161. Пьетро Антонио Сансеверино[итал.] (1508—1559), князь ди Бизиньяно, герцог ди Сан-Марко
- 162. Фадрике Энрикес[нем.] (1466—1538), 2-й граф де Мельгар, адмирал Кастилии
- 163. Альваро Перес Осорио (ум. 1523), 3-й герцог де Агьяр

### Девятнадцатый капитул (Барселона, март 1519)
- 164. Кристиан II (1481—1559), король Дании, Швеции и Норвегии
- 165. Сигизмунд I (1467—1548), король Польши и великий князь Литовский
- 166. Жак III де Люксембург (ум. 1530), граф де Гавр
- 167. Адриен де Крой (ум. 1553), сеньор, затем граф дю Рё

### Двадцатый капитул (Турне, декабрь 1531)
- 168. Жуан III (1502—1557), король Португалии
- 169. Яков V (1512—1542), король Шотландии
- 170. Фердинанд Арагонский (1488—1559), герцог Калабрийский, вице-король Валенсии
- 171. Педро Фернандес де Веласко (ок. 1485—1559), 3-й герцог де Фриас, коннетабль Кастилии
- 172. герцог Филипп Пфальц-Нойбургский (1503—1548)
- 173. Георг Бородатый (1471—1539), герцог Саксонии
- 174. Бельтран II де ла Куэва (1478—1560), 3-й герцог Альбуркерке
- 175. Андреа Дориа (1466—1560), князь Мельфи, адмирал Генуи
- 176. Филипп Габсбург (1527—1598), эрцгерцог Австрийский, позднее король Испании
- 177. Рейнольдс III ван Бредероде (1492—1556), бургграф Утрехта
- 178. Ферранте I Гонзага (1507—1557), герцог д’Арьяно, суверенный граф Гуасталлы
- 179. граф Николаус II фон Зальм-Нойбург (ок. 1503—1550)
- 180. Клод де Лабом (ум. ок. 1541), барон дю Мон-Сен-Сорлен, маршал Бургундии
- 181. Антон ван Берген (1500—1541), маркиз ван Берген-оп-Зом
- 182. Жан V де Энен-Льетар (1499—1562), граф де Буссю
- 183. граф Шарль II де Лален (1506—1558), великий бальи Эно
- 184. Лодевик Фландрский (1488—1555), сеньор ван Прат
- 185. Георг Схенк ван Таутенбург (1480—1540)
- 186. Филипп де Ланнуа (1460—1535), виконт де Себур
- 187. Филипп де Ланнуа (1487—1543), сеньор де Молембе и Туркуэн
- 188. Альфонсо д’Авалос (1502—1546), маркиз дель Васто и ди Пескара, губернатор Милана
- 189. Франсиско де Суньига Авельянеда-и-Веласко (ум. 1536), 3-й граф де Миранда дель Кастаньяр
- 190. Максимилиан ван Эгмонт (1509—1548), граф ван Бюрен и Лердам
- 191. Рене де Шалон (1518—1544), принц Оранский, граф фон Нассау

### Двадцать первый капитул (Утрехт, январь 1546)
- 192. Максимилиан фон Габсбург (1527—1576), эрцгерцог Австрийский, позднее император
- 193. Иньиго Лопес де Мендоса (1493—1566), 4-й герцог дель Инфантадо
- 194. Фернандо Альварес де Толедо (1508—1582), 3-й герцог де Альба де Тормес
- 195. Козимо I Медичи (1519—1574), герцог Флоренции, затем великий герцог Тосканы
- 196. Альбрехт V (1528—1579), герцог Баварии
- 197. Эммануэль Филиберт (1528—1580), князь Пьемонта, позднее герцог Савойский
- 198. Оттавио Фарнезе (1524—1586), герцог Пармы и Пьяченцы
- 199. Хуан Эстебан Манрике де Лара (1504—1558), 3-й герцог де Нахера
- 200. граф Фридрих II фон Фюрстенберг (1496—1559)
- 201. Филипп де Ланнуа (1514—1553), 2-й князь Сульмоны
- 202. Жоашен де Ри (1500—1560)
- 203. Понтюс де Лален (ок. 1508—1558), сеньор де Бюньикур
- 204. граф Ламораль I д’Эгмонт (1522—1568), принц Гаврский
- 205. Клод I де Вержи (1485—1560), граф де Грюер
- 206. граф Жак де Линь (ум. 1552)
- 207. Максимилиан II Бургундский (1514—1558), маркиз де Вер, адмирал Нидерландов
- 208. Филипп I де Лален (ок. 1510—1555), граф ван Хогстратен
- 209. граф Петер Эрнст I фон Мансфельд (1517—1604)
- 210. Жан де Линь (1525—1568), князь д'Аренберг
- 211. барон Пьер де Вершен (ок. 1500—1557), сенешаль Эно
- 212. Жан де Ланнуа (ок. 1509—1560), сеньор де Молембе
- 213. Педро I Фернандес де Кордова (1518—1552), 4-й граф де Фериа

## При Филиппе II
22 октября 1555, за три дня до объявления о предстоящем отречении от власти, Карл V передал сыну Филиппу пост великого магистра. Ещё до принятия титула герцога Бургундского Филипп объявил о созыве нового капитула, состоявшегося в январе следующего года.

### Двадцать второй капитул (Антверпен, январь 1556)

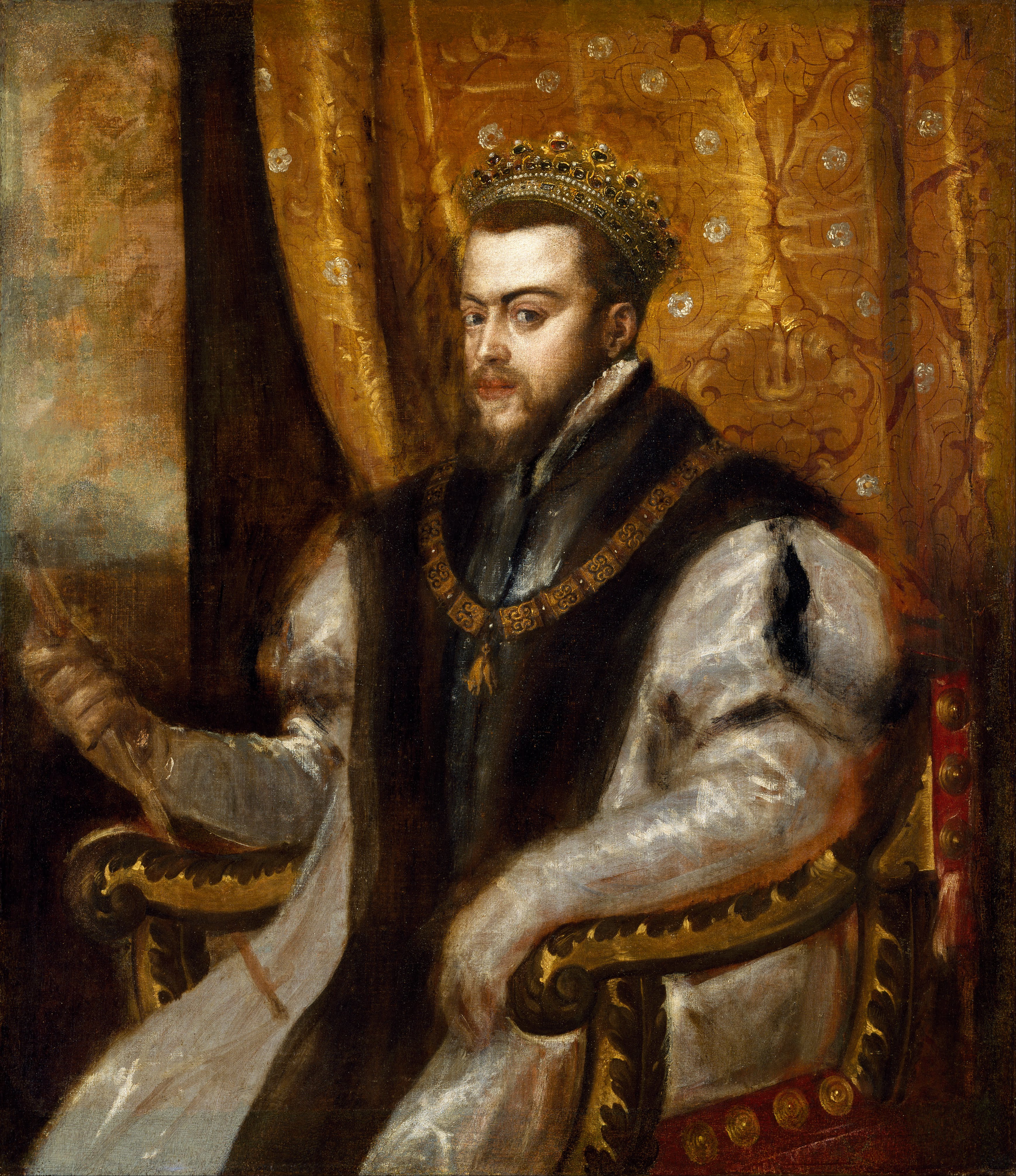
Тициан. Портрет Филиппа II. 1545/1556

- 214. герцог Генрих II фон Брауншвейг-Вольфенбюттель (1489—1568)
- 215. Фердинанд II фон Габсбург (1529—1595), эрцгерцог Австрийский, граф Тирольский
- 216. Филипп III де Крой (1526—1595), герцог д'Арсхот, князь де Шиме
- 217. Гонсало Фернандес де Кордова и Фернандес де Кордова (1520—1578), 3-й герцог де Сесса, 3-й герцог ди Терранова, 3-й герцог де Андрия, 3-й герцог ди Сантанджело
- 218. Карлос де Габсбург (1545—1568), эрцгерцог Австрийский, принц Астурийский
- 219. Луис Энрикес-и-Тельес-Хирон (1510—1572), 2-й герцог де Медина-де-Риосеко, адмирал Кастилии
- 220. Альфонсо де Арагон и Португаль (1489—1562), 2-й герцог де Сегорбе
- 221. барон Шарль де Берлемон (1510—1578)
- 222. Филип ван Ставеле (1511—1563), великий магистр артиллерии
- 223. Шарль де Бримё (ум. 1572), граф ван Меген
- 224. Филипп II де Монморанси (1518—1568), граф ван Хорн
- 225. Ян IV ван Берген (1528—1567), маркиз ван Берген-оп-Зом
- 226. Вильгельм I Молчаливый (1533—1584), принц Оранский
- 227. Жан де Монморанси (ум. 1563), сеньор де Куррьер
- 228. Иоганн I Остфрисландский (1506—1572), граф фон Фалькенбург
- 229. барон Вратислав II из Пернштейна (1530—1582)
- 230. Франческо Фердинандо д'Авалос (1530—1571), маркиз ди Пескара, губернатор герцогства Миланского, вице-король Сицилии
- 231. Антонио Дориа (ок. 1495—1577), маркиз ди Санто-Стефано
- 232. Сфорца Асканио Сфорца (1520—1575), суверенный граф ди Санта-Фьора

### Двадцать третий капитул (Гент, июль-август 1559)

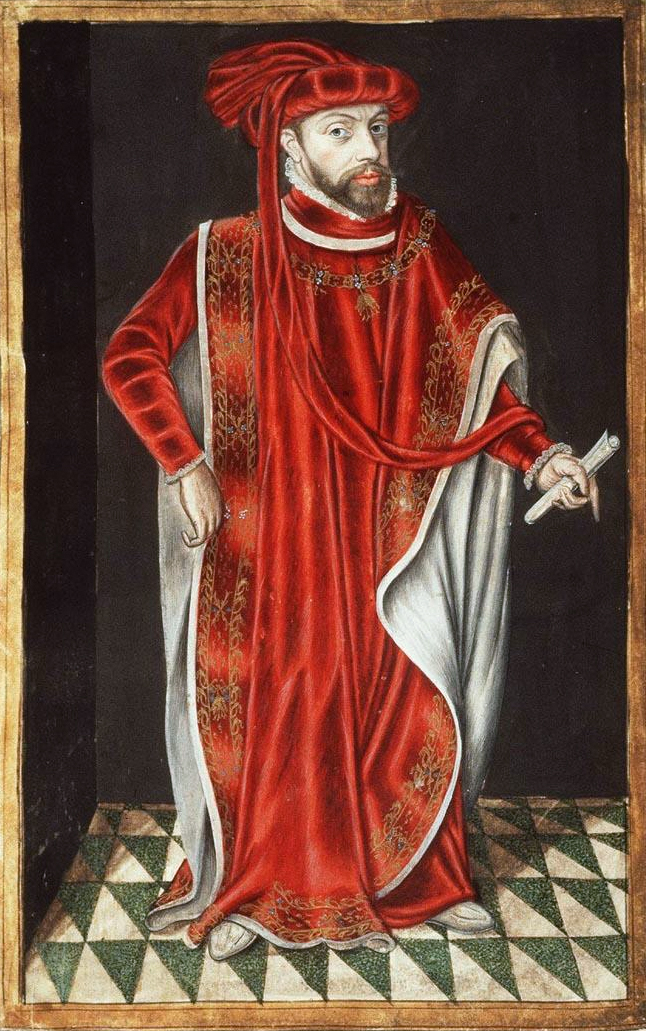
Филипп II в орденском облачении

Ко времени проведения капитула в ордене было 14 вакансий. 3 августа Филиппом II были назначены девять рыцарей:
- 233. Гвидобальдо II делла Ровере (1514—1574), герцог Урбинский
- 234. Маркантонио II Колонна (1535—1584), 3-й герцог ди Пальяно
- 235. Филипп де Монморанси (1502—1566), сеньор д’Ашикур
- 236. Бодуэн III де Ланнуа (1518—1559), сеньор де Туркуэн
- 237. Гийом де Крой (1527—1565), маркиз де Ранти
- 238. Флоран де Монморанси (1528—1570), барон де Монтиньи
- 239. граф Филипп де Линь (1533—1583)
- 240. Шарль II де Ланнуа (1537—1568), 3-й князь Сульмоны
- 241. Антуан II де Лален (1535—1568), граф ван Хогстратен

Пять мест остались в распоряжении короля, которым позднее были пожалованы в рыцари следующие господа:
- 242. Франциск II (1543—1560), король Франции
- 243. Яхим из Градца (1526—1565), бургграф Карлштейна, высочайший канцлер Чешского королевства
- 244. Карл IX (1550—1574), король Франции
- 245. Хуан Австрийский (1547—1578), штатгальтер Габсбургских Нидерландов
- 246. герцог Эрих II фон Брауншвейг-Каленберг-Гёттинген (1528—1584)

### Прямые пожалования
Поскольку из-за не прекращавшейся войны в Нидерландах проведение новых капитулов было затруднительным, папа в 1578 году даровал Филиппу II разрешение назначать рыцарей напрямую. Последующие великие магистры также получали соответствующие папские бреве.
1581:
- 247. Жуан Португальский (1543—1583), 6-й герцог де Браганса
- 248. Алонсо Перес де Гусман (1542—1615), 7-й герцог де Медина-Сидония

1583:
- 249. Филипп де Габсбург (1578—1621), принц Астурийский, позднее король Испании

1585:
- 250. Карл Эммануэль I (1562—1630), герцог Савойский
- 251. Луис Энрикес де Кабрера (1531—1596), 3-й герцог де Медина-де-Риосеко
- 252. Хуан де ла Серда (1544—1594), 5-й герцог де Мединасели
- 253. император Рудольф II (1532—1612)
- 254. эрцгерцог Карл II Среднеавстрийский (1540—1590)
- 255. эрцгерцог Эрнст Австрийский (1513—1595), штатгальтер Габсбургских Нидерландов
- 256. Вилем из Рожмберка (1535—1592), высочайший бургграф Чешского королевства
- 257. Леонард IV фон Гаррах (1514—1590), барон фон Рорау и Пинкерштейн
- 258. Орацио де Ланнуа (ум. 1597), 4-й князь Сульмоны
- 259. Вильгельм V (1548—1626), герцог Баварии
- 260. Франческо I Медичи (1541—1587), великий герцог Тосканы
- 261. Алессандро Фарнезе, герцог Пармы и Пьяченцы, штатгальтер Габсбургских Нидерландов
- 262. Франческо Мария II делла Ровере (1549—1631), герцог Урбинский
- 263. Веспасиано I Гонзага (1531—1591), герцог ди Саббионета
- 264. Карло д'Арагона Тальявия (1521—1599), 1-й герцог ди Терранова, принц ди Кастельветрано
- 265. Диего Фернандес де Кордова (1524—1601), 1-й маркиз де Гвадалькасар

1586:
- 266. Марк де Ри (ум. 1599), маркиз де Варамбон
- 267. Максимилиан Остфрисландский (1542—1600), граф де Дюрбюи
- 268. принц Шарль д'Аренберг (1550—1616)
- 269. граф Флоран де Берлемон (ум. 1626)
- 270. граф Филипп д’Эгмонт (1558—1590), принц Гаврский
- 271. Эммануэль-Филибер де Лален (1557—1590), маркиз де Ранти
- 272. Робер де Мелён (ок. 1550—1585), маркиз де Рубе, бургграф Гентский
- 273. Альфонсо Феличе д'Авалос (1564—1593), маркиз ди Пескара
- 274. Франсуа де Вержи (1530—1591), граф де Шамплит, губернатор Франш-Конте
- 275. Франческо Сантапау Бранчифорте (ок. 1538—1590), 2-й князь ди Бутера

1587:
- 276. Онорато IV Каэтани (1541—1592), 6-й маркиз делла Чистерна
- 277. граф Ханс фон Кевенхюллер-Франкенбург (1538—1606)

1589:
- 278. Винченцо I Гонзага (1562—1612), герцог Мантуи
- 279. Иньиго Лопес де Мендоса (1536—1601), 5-й герцог дель Инфантадо
- 280. Хуан Фернандес Пачеко (1563—1615), 5-й герцог де Эскалона
- 281. Пьетро Медичи (1544—1604), великий герцог Тосканы

1596:
- 282. эрцгерцог Маттиас фон Габсбург (1557—1619), позднее император
- 283. эрцгерцог Фердинанд Штирийский (1578—1637), позднее император
- 284. Жигмонд Батори (1572—1613), князь Трансильвании
- 285. эрцгерцог Альбрехт VII Австрийский (1559—1621), штатгальтер Габсбургских Нидерландов

## При Филиппе III

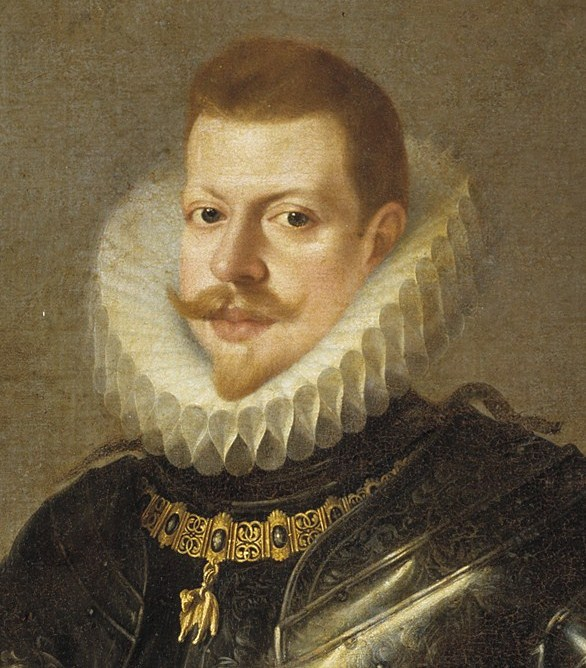
Педро Антонио Видаль. Король Филипп III

### 1599—1610
1599:
- 286. Луис Энрикес де Кабрера[исп.] (ум. 1600), 4-й герцог де Медина-де-Риосеко, адмирал Кастилии
- 287. Ферранте II Гонзага (1563—1630), герцог ди Арьяно, позднее герцог ди Гвасталла
- 288. Хуан де ла Серда (1569—1607), 6-й герцог де Мединасели
- 289. Антонио Альварес де Толедо (1568—1639), 5-й герцог Альба де Тормес
- 290. Шарль III де Крой (1560—1612), 4-й герцог д'Арсхот, 1-й герцог де Крой, князь де Шиме
- 291. Шарль-Филипп де Крой (1549—1613), маркиз д’Авре
- 292. Филипп де Крой (ок. 1561—1612), граф де Сольр
- 293. принц Филипп-Вильгельм Оранский (1554—1618)
- 294. принц Ламораль I де Линь (1563—1624)
- 295. граф Шарль II д’Эгмонт (1568—1620), принц Гаврский
- 296. Клод II де Вержи (1560—1602), граф де Шамплит, губернатор Франш-Конте

1600:
- 297. Пьетро III Каэтани (1564—1614), 7-й герцог ди Сермонета
- 298. Сигизмунд III (1566—1632), король Польши и Швеции
- 299. Рануччо I Фарнезе (1569—1622), герцог Пармы и Пьяченцы
- 300. Диего Энрикес де Гусман (ок. 1530—1604), 5-й граф де Альба-де-Листе
- 301. Максимилиан I (1573—1651), герцог Баварии

1601:
- 302. Герман ван ден Берг (1558—1611), маркиз ван Берген-оп-Зом
- 303. Карло II д'Арагона Тальявия (ум. 1604), 2-й герцог ди Терранова

1605:
- 304. Амброджо Спинола (1569—1630), 1-й герцог ди Сеста
- 305. Чезаре д'Эсте (1552—1628), герцог Модены и Реджо
- 306. Алессандро I Пико (1566—1637), 1-й герцог ди Мирандола
- 307. Камилло Караччоло (1563—1617), 2-й князь д’Авеллино
- 308. Маттео I ди Капуа (ум. 1607), 2-й князь ди Конка
- 309. Марцио Колонна (1584—1607), герцог ди Дзагароло
- 310. Иннико III д'Авалос (1578—1632), 7-й маркиз ди Пескара, 5-й маркиз дель Васто
- 311. Вирджинио Орсини (1572—1615), 2-й герцог ди Браччано

1606:
- 312. Луиджи Карафа делла Стадера[итал.] (1567—1630), 4-й князь ди Стильяно

1607:
- 313. Андреа Маттео д'Аквавива д'Арагона (ум. 1635), 2-й князь ди Казерта
- 314. Фабрицио Бранчифорте[итал.] (1550—1624), 3-й князь ди Бутера
- 315. Антонио де Монкада[итал.] (ум. 1631), 4-й князь ди Патерно, 6-й герцог ди Монтальто
- 316. Андреа II Дориа (1570—1612), 7-й князь ди Мельфи

1608:
- 317. Педро Тельес-Хирон (1574—1624), 3-й герцог де Осуна

1609:
- 318. Джованни д'Арагона Тальявия (ок. 1585—1624), 3-й герцог ди Терранова

1610:
- 319. Альфонсо Лопес де Суньига (1578—1619), 6-й герцог де Бехар
- 320. Франческо Колонна[итал.] (ум. 1636), князь ди Палестрина, 1-й князь ди Карбоньяно, герцог ди Бассанелло

### 1611—1620
1611:
- 321. Родриго Понсе де Леон (ок. 1545—1630), 3-й герцог де Аркос

1612:
- 322. Франческо Гонзага (1577—1616), 3-й маркиз, затем князь ди Кастильоне
- 323. Федерико Ланди (ум. 1633), 4-й князь ди Валь ди Таро
- 324. ландграф Георг IV Людвиг фон Лойхтенберг[нем.] (1563—1613)
- 325. Пауль Сикст фон Траутсон[нем.] (1550—1621), граф фон Фалькенштейн

1613:
- 326. Филипп де Габсбург (1605—1665), принц Астурийский, позднее король Испании
- 327. Шарль-Бонавантюр де Лонгваль (1571—1621), граф де Бюкуа
- 328. Фредерик ван ден Берг (1559—1618), барон ван Боксмер
- 329. Шарль-Эммануэль де Горрево (1569—1625), герцог де Пон-де-Во
- 330. Антуан III де Лален (1588—1613), граф ван Хогстратен

1614:
- 331. Жан де Крой (1578—1640), граф де Сольр

1615:
- 332. Хуан Мануэль Перес де Гусман (1579—1636), 8-й герцог де Медина-Сидония
- 333. Клериадюс де Вержи (1580—1630), граф де Шамплит, губернатор Франш-Конте
- 334. Вольфганг Вильгельм фон Виттельсбах (1578—1653), пфальцграф Нойбурга
- 335. Владислав Ваза (1595—1648), наследный принц, позднее король Польши

1616:
- 336. Карло Филиберто д'Эсте (1571—1652), маркиз ди Сан-Мартино

1617:
- 337. Паоло II ди Сангро (1569—1624), 2-й князь ди Сан-Северо
- 338. князь Филипп Шарль д'Аренберг (1587—1640), герцог ван Арсхот
- 339. Шарль-Александр де Крой (1581—1624), маркиз д’Авре
- 340. Кристоф де Ри де Ла-Палю (ум. 1637), маркиз де Варамбон
- 341. граф Вратислав I фон Фюрстенберг[нем.] (1584—1631)

1618:
- 342. граф Иоганн III фон Ритберг (1566—1625)

1619:
- 343. граф Кристоф фон Эмден (1569—1636), губернатор Люксембурга

1620:
- 344. князь Ханс Ульрих фон Эггенберг (1568—1634)
- 345. князь Зденек Войтех Попел из Лобковиц (1568—1628)
- 346. граф Иоганн Георг Гогенцоллерн-Гехингенский (1577—1623)

## При Филиппе IV

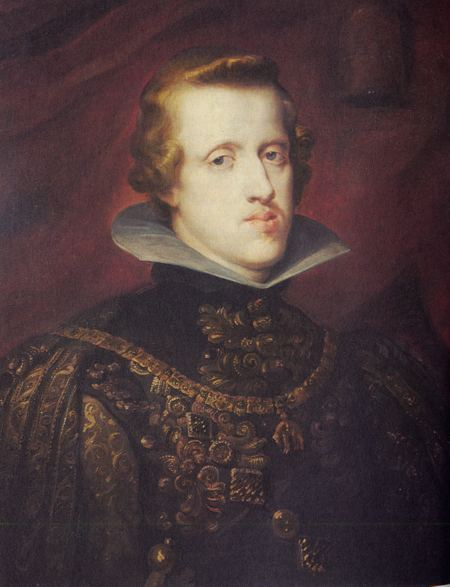
Рубенс. Филипп IV

### 1621—1630
1621:
- 347. Франсиско Лопес де Суньига (1596—1636), 7-й герцог де Бехар и де Пласенсия
- 348. Шарль III де Лален (1569—1626), граф ван Хогстратен
- 349. Франсуа Тома д'Уазеле Перрено де Гранвель (1589—1629), граф де Кантекруа
- 350. Луис де Веласко[нем.] (ок. 1559—1625), 2-й маркиз де Бельведере
- 351. Гийом III де Мелён (1589—1635), принц д’Эпинуа

1622:
- 352. князь Карл I фон Лихтенштейн (1569—1627)
- 353. граф Леонард Хельфрид фон Меггау (1577—1644)

1623:
- 354. инфант Карлос Австрийский (1607—1632)
- 355. Франц Кристоф фон Кевенхюллер (1588—1650)

1624:
- 356. граф Иоганн VIII цу Нассау-Зиген (1583—1638)
- 357. Арчибальд Кэмпбелл (ок. 1575—1638), 7-й граф Аргайл
- 358. Филипп де Рюбампре (ум. 1639), граф де Вертен
- 359. герцог Александр I де Бурнонвиль (1586—1656)
- 360. граф Луи д’Эгмонт (1600—1654), принц Гаврский.
- 361. Александр д'Аренберг (1599—1629), князь де Шиме
- 362. Паоло Савелли?! (1586—1632), 1-й князь ди Альбано
- 363. Оноре II Гримальди (1597—1662), князь Монако
- 364. Фабрицио Карафа (ок. 1555—1629), князь ди Роччелла
- 365. Марино II Караччоло (1587—1630), 3-й князь д’Авеллино
- 366. Фердинанд фон Габсбург (1608—1657), эрцгерцог Австрийский, позднее император

1626:
- 367. Леопольд V Австрийский (1586—1632), граф Тирольский

1627:
- 368. Алонсо Фернандес де Кордова-и-Фигероа (1588—1645), 5-й герцог де Ферия
- 369. граф Карл фон Гаррах (1570—1628)
- 370. Георг Людвиг фон Шварценберг (1586—1646), граф фон Гогенландсберг
- 371. Тиберио Винченцо дель Боско (ум. 1654), 3-й князь ди Каттолика

1628:
- 372. Альбрехт фон Валленштейн (1583—1634), герцог фон Фридланд
- 373. граф Максимильен де Сент-Альдегонд (ум. 1635)
- 374. Жан II де Монморанси (1578/1584—1631), принц де Робек
- 375. Максимильен II де Энен-Льетар (ум. 1625), граф де Буссю
- 376. Тиберио Карафа (1580—1647), 6-й князь ди Бизиньяно
- 377. граф Иоганн Якоб фон Бронкхорст-Батенбург (1582—1630)
- 378. Эрнст фон Изенбург-Гренцау (1584—1664)
- 379. Оттавио Висконти (ум. 1632), граф ди Гамалеро
- 380. Луис Рамон де Арагон Фольк де Кардона (1608—1670), 7-й герцог де Кардона, 6-й герцог Сегорбе
- 381. Альбер де Линь-Аренберг (1600—1674), князь де Барбансон
- 382. Отто Генрих Фуггер (1592—1644), граф цу Вейссенхорн
- 383. граф Миклош Эстерхази[англ.] (1582—1645)

1629:
- 384. граф Рамбальдо XIII ди Коллато (1575—1630)

1630:
- 385. Филипп-Ламораль де Ганд-Вилен (1587—1631), граф д’Изенгьен

### 1631—1639
1631:
- 386. Филиппо Спинола (1594—1659), 2-й маркиз де Лос Бальбасес
- 387. граф Готфрид-Генрих цу Паппенгейм (1594—1632)
- 388. граф Адам фон Вальдштейн (1569—1638)

1633:
- 389. Джамбаттиста ди Капуа (ум. 1634), князь ди Косполи и ди Конка

1634:
- 390. Эторо Раваскьеро, князь ди Сатриано
- 391. Паоло III ди Сангро (1605—1636), 4-й князь ди Сан-Северо
- 392. Эрколе Теодоро Тривульцио[итал.] (1620—1664), 2-й князь ди Мусокко
- 393. князь Максимилиан фон Дитрихштейн[нем.] (1596—1655)
- 394. граф Максимилиан фон унд цу Траутмансдорф (1584—1650)

1635:
- 395. эрцгерцог Фердинанд Карл Австрийский (1628—1662), граф Тирольский

1638:
- 396. Клод де Ланнуа (1578—1643), граф де Ла-Моттери
- 397. Бальтазар Карлос де Габсбург (1629—1646), принц Астурийский
- 398. Франческо I д’Эсте (1610—1658), герцог Модены и Реджо
- 399. принц Ян Казимир Ваза (1609—1672), позднее король Польши

1639:
- 400. граф Зейфрид Кристоф фон Бройнер (1569—1651)
- 401. барон Рудольф фон Тьефенбах (1582—1653)
- 402. маркграф Вильгельм Баден-Баденский (1593—1677)
- 403. Франческо Мария Карафа[итал.] (1580—1642), 5-й герцог ди Ночера

### 1642—1650
1642:
- 404. Карло ди Токко (1592—1674), 2-й князь ди Монтемилетто, титулярный герцог Левкады

1644:
- 405. Оттавио Пикколомини (1599—1655), 1-й герцог Амальфи
- 406. Бальтазар-Филипп де Ганд-Вилен (1616—1680), граф д’Изенгьен, позднее князь де Мамин
- 407. граф Вильгельм Славата фон Хлум унд Кошумберг (1572—1652)
- 408. князь Венцель Ойзебиус фон Лобковиц (1609—1677)
- 409. князь Иоганн Антон I фон Эггенберг[нем.] (1610—1649)
- 410. граф Генрих Шлик (1580—1650)
- 411. Франческо Антонио дель Карретто (ум. 1651), маркиз ди Грана

1645:
- 412. Сигизмунд Людвиг фон Дитрихштейн (ум. 1678)

1646:
- 413. герцог Филипп-Франсуа д'Аренберг (1625—1674)
- 414. Эжен де Энен-Льетар (ум. 1656), граф де Буссю
- 415. Филипп-Франсуа де Крой (ум. 1650), герцог д’Авре
- 416. принц Клод-Ламораль I де Линь (1610—1679)
- 417. Филипп д’Аренберг (1619—1675), князь де Шиме
- 418. Эсташ II де Крой (1609—1653), граф дю Рё

1647:
- 419. граф Йиржи Адам Боржита из Мартиниц (1602—1651)
- 420. князь Иоганн Людвиг фон Нассау-Хадамар (1590—1653)
- 421. Хуан Франсиско Пиментель (1584—1652), 7-й герцог де Бенавенте
- 422. Николас Мария де Гусман (1637—1689), 3-й герцог де Медина-де-лас-Торрес
- 423. граф Генрих Вильгельм фон Штаремберг (1593—1675)

1649:
- 424. Диего Лопес Пачеко (1599—1653), 7-й герцог де Эскалона

1650:
- 425. Фердинанд IV Габсбург (1634—1654), Римский король
- 426. Пал Пальфи (1589—1653), палатин Венгрии
- 427. граф Иоганн Вейкхард фон Ауэршперг (1615—1677), позднее — князь фон Ауэршперг
- 428. Сиджисмондо Сфондрати (ум. 1652), маркиз ди Монтафья
- 429. Шарль-Альбер де Лонгваль (1607—1663), граф де Бюкуа
- 430. граф Иоганн Адольф фон Шварценберг[фр.] (1615—1683)

### 1651—1659
1651:
- 431. Луис Гильермо де Монкада (1614—1672), 7-й герцог де Монтальто де Арагон
- 432. Луис де Арагон (1608—1670), 6-й герцог де Сегорбе, 7-й герцог де Кардона
- 433. Диего д'Арагона Тальявия (ок. 1590—1654), 4-й герцог ди Терранова
- 434. Фердинандо дель Карретто (ум. 1651), маркиз ди Грана

1653:
- 435. Филипп Вильгельм фон Виттельсбах (1615—1690), пфальцграф Нойбургский, позднее курфюрст Пфальца
- 436. граф Георг Ахаз фон Лозенштейн-Гшвендт (1597—1653)
- 437. Иоганн Франц фон Траутсон[нем.] (1609—1663), граф фон Фалькенштейн
- 438. Маркантонио V Колонна (1606—1659), 5-й князь ди Пальяно
- 439. Франческо Филомарино (1600—1678), князь ди Рокка д’Аспро

1654:
- 440. Леопольд фон Габсбург (1640—1705), эрцгерцог Австрийский, позднее император
- 441. Луис Игнасио Фернандес де Кордова Фигероа (1623—1665), 6-й герцог Ферия

1655:
- 442. граф Максимилиан фон Вальдштейн (1598—1655)
- 443. граф Иоганн Максимилиан фон Ламберг[нем.] (1608—1682)

1656:
- 444. Альфонсо Лопес де Суньига (1621—1660), 8-й герцог де Бехар

1657:
- 445. граф Иоганн Фердинанд фон Порция[нем.] (1605—1665)
- 446. граф Бернхард Игнац Боржита из Мартиниц (1603—1685)
- 447. Аннибале Гонзага (1602—1668), князь ди Сан-Мартино
- 448. граф Иоганн Кристоф фон Пуххейм (1605—1657)
- 449. Карло Эммануэле д'Эсте (1622—1695), маркиз де Боргоманеро
- 450. Никколо I Людовизи (1610—1664), князь Пьомбино
- 451. Филипп-Эммануэль де Крой (1611—1670), граф де Сольр

1658:
- 452. Бернардино Савелли[итал.] (1606—1658), 2-й князь Альбано

1659:
- 453. Джулио Савелли[итал.] (1626—1712), 3-й князь Альбано
- 454. Фабрицио II Пиньятелли (1602—1664), 3-й князь ди Нойа, 5-й герцог ди Монтелеоне
- 455. Франческо IV Каэтани[итал.] (1594—1683), 9-й герцог ди Сермонета

### 1661—1665
1661:
- 456. князь Иоганн Франц Дезидератус цу Нассау-Зиген (1627—1699)
- 457. граф Фердинанд Бонавентура I фон Гаррах (1636—1706)

1662:
- 458. Джованни Баттиста Боргезе[итал.] (1639—1717), 2-й князь ди Сульмона
- 459. граф Ференц Вешшеленьи (1605—1667), надор Венгрии
- 460. Раймундо де Ленкастре[англ.] (1620—1666), 4-й герцог де Авейро

1663:
- 461. граф Иоганн фон Ротталь[нем.] (1605—1674)
- 462. Георг Людвиг фон Зинцендорф[нем.] (1616—1681)
- 463. Франческо Марино Караччоло (1631—1674), 4-й князь Авеллино
- 464. Сигизмунд Франц Австрийский (1630—1665), граф Тирольский
- 465. граф Франц Ойзебиус фон Пёттинг[нем.] (1627—1678)
- 466. Филиппо II Каэтани (1626—1687), 4-й князь ди Казерта

1664:
- 467. граф Миклош Зриньи (1620—1664)
- 468. Антонио Теодоро Тривульцио[нем.] (ум. 1678), 3-й князь ди Мусокко

1665:
- 469. граф Уолтер Лесли (1606—1667)
- 470. Карл II (1661—1700), король Испании

## При Карле II

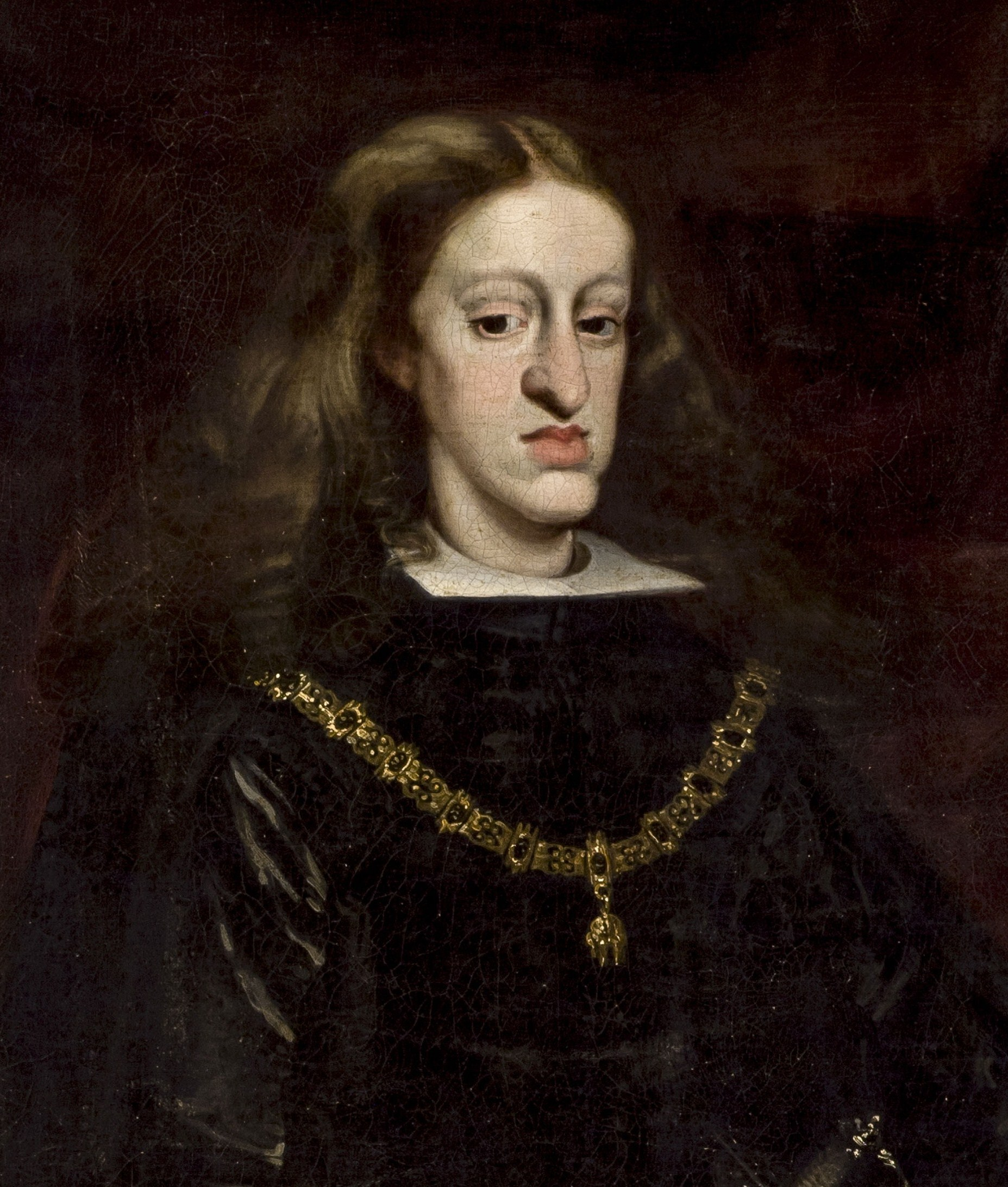
Карреньо де Миранда, Хуан. Портрет Карла II

### 1667—1670
1667:
- 471. граф Франц Альбрехт фон Гаррах (1614—1666)

1668:
- 472. Мануэль Лопес де Суньига (1657—1686), 10-й герцог де Бехар и де Пласенсия
- 473. Филипп-Ипполит-Шарль Спинола (ок. 1612—1670), граф де Брюэ
- 474. князь Фердинанд Йозеф фон Дитрихштейн[нем.] (1636—1698)
- 475. граф Раймондо Монтекукколи (1609—1680), позднее князь Монтекукколи
- 484. Альбер-Франсуа де Крой (ок. 1615—1674), граф де Меген
- 485. Лоренцо I Онофрио Колонна (1637—1689), 7-й герцог и князь ди Пальяно
- 486. Марцио Карафа[итал.] (1650—1703) 7-й герцог ди Маддалони
- 487. Маффео Барберини[англ.] (1631—1685), 2-й князь ди Палестрина

1669:
- 476. Бальтасар Гомес Манрике де Мендоса (ум. 1715), 5-й маркиз де Камараса
- 477. Михаил Корибут Вишневецкий (1640—1673), король Польши
- 488. Джованни Баттиста Людовизи[англ.] (1647—1699), князь Пьомбино
- 489. маркиз Теобальдо Висконти (1601—1674), граф ди Галларате

1670:
- 478. Шарль Луи де Бофремон (1614—1682), маркиз де Листене и Мексимьё
- 479. Хуан Франсиско де ла Серда (1637—1691), 8-й герцог де Мединасели
- 480. Педро Нуньо Колон де Португал (1628—1673), 6-й герцог де Верагуа, 5-й герцог де ла Вега
- 481. Этторе IV Пиньятелли (1620—1674), 6-й герцог ди Монтелеоне
- 482. граф Филипп-Луи д’Эгмонт (1623—1682), принц Гаврский
- 483. князь Фердинанд-Жозеф-Франсуа де Крой (1644—1694), герцог д'Авре и де Крой
- 490. Шарль де Ваттевиль (1605—1670), маркиз де Конфлан

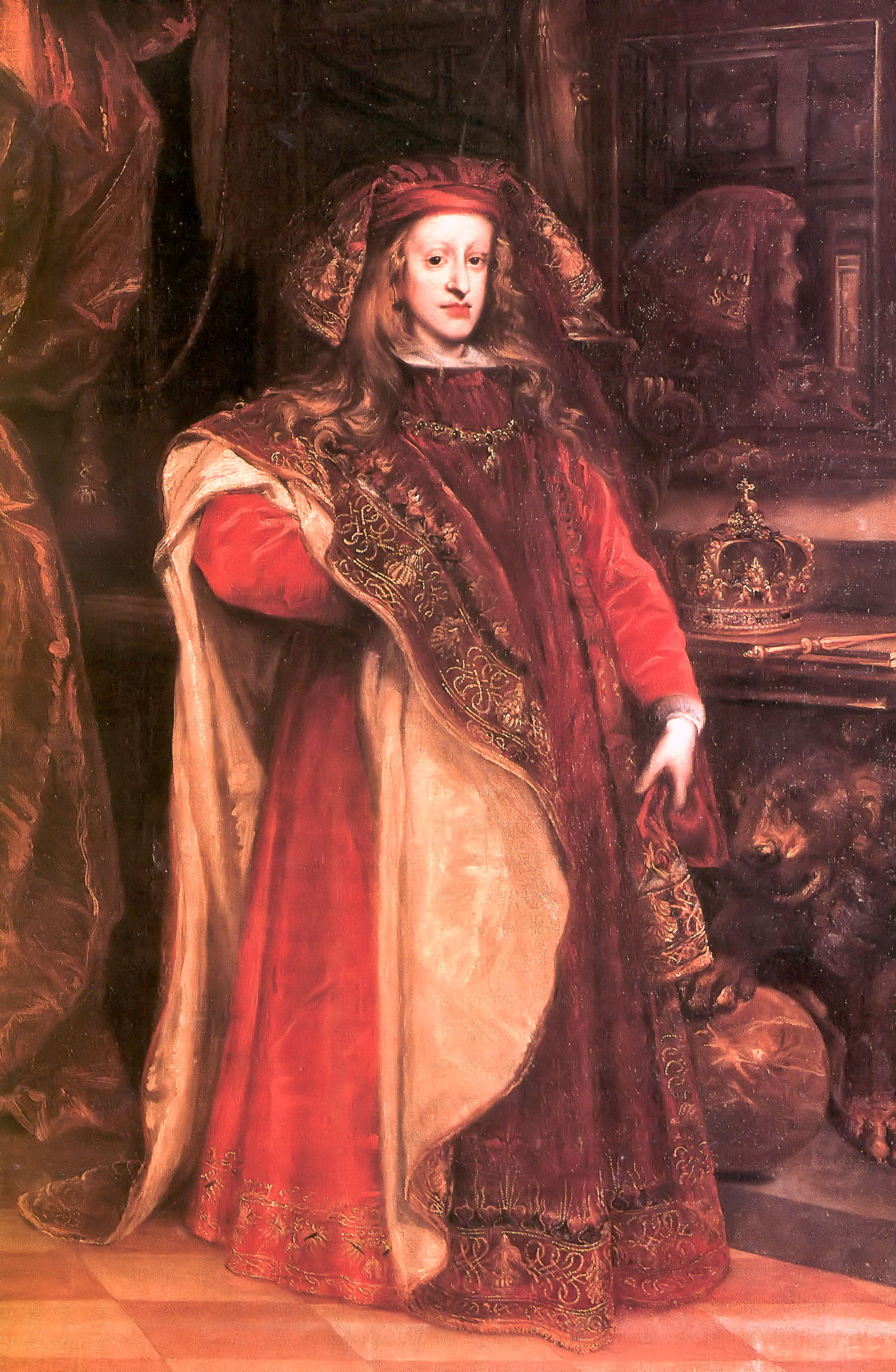
Карреньо де Миранда, Хуан. Карл II в облачении магистра Ордена Золотого Руна

### 1671—1680
1671:
- 491. граф Давид II Унгнад фон Вейсенвольф (1604—1672)
- 492. Джулио Чезаре Колонна[итал.] (1630—1681), князь ди Карбоньяно и ди Палестрина

1672:
- 493. граф Иоганн Хартвиг фон Ностиц[нем.] (1610—1683)
- 494. граф Гундакар фон Дитрихштейн[чеш.] (1623—1690)
- 495. Фердинандо Франческо д'Авалос д'Аквино д'Арагона (ум. 1672), 10-й маркиз ди Пескара
- 496. князь Александр II де Бурнонвиль (1616—1690)

1673:
- 497. Хуан де Веласко (1609—1678), 5-й граф де Саласар
- 498. граф Альбрехт VII фон Цинцендорф унд Поттендорф (1619—1683)

1675:
- 499. Шарль-Анри де Лоррен (1649—1723), граф, позднее князь де Водемон
- 500. Карло Филиппо Антонио Спинелли (1641—1725), 5-й князь ди Кариати
- 501. граф Гумпрехт Иоганн Чернин фон Худениц[нем.] (1628—1682)
- 502. граф Леопольд Вильгельм фон Кёнигсегг-Ротенфельс[нем.] (1630—1694)
- 503. граф Карл Фердинанд фон Вальдштейн (1634—1702)
- 504. Алессандро Фарнезе (1635—1689), принц Пармы и Пьяченцы
- 505. Эрнест-Александр-Доминик д'Аренберг (1643—1686), князь де Шиме
- 506. Антонио Альварес де Толедо[исп.] (1615—1690), 7-й герцог Альба де Тормес
- 507. Педро Мануэль Колон де Португал (1651—1710), 7-й герцог де Верагуа и 6-й герцог де ла Вега
- 508. Андреа Фабрицио Пиньятелли д’Арагона Кортес (1640—1677), 7-й герцог ди Монтелеоне
- 509. граф Антонио Тротти Бентивольо (1627—1681)
- 510. Эжен де Монморанси (1615—1683), принц де Робек
- 511. Жан-Шарль де Ваттевиль (1628—1698), маркиз де Конфлан

1678:
- 512. Оттоне Энрико дель Карретто (1629—1685), маркиз ди Савона и ди Грана
- 513. герцог Карл V Лотарингский (1643—1690)
- 514. Карло Борромео Арезе[итал.] (1657—1734), 11-й граф ди Арона
- 515. Чезаре Висконти (1643—1716), маркиз ди Числаго
- 516. Карлос де Арагон Гурреа (1634—1692), 9-й герцог де Вильяэрмоса
- 517. герцог Шарль-Эжен д'Аренберг (1633—1681)

1680:
- 518. Антонио Альварес де Толедо[исп.] (1627—1701), 8-й герцог Альба де Тормес

### 1681—1690
1681:
- 519. граф Конрад Бальтазар фон Штаремберг (1612—1687)
- 520. Никколо Пиньятелли (1648—1730), 8-й герцог ди Монтелеоне
- 521. граф Сигизмунд Хельфрид II фон Дитрихштейн[нем.] (1635—1698)
- 522. Джузеппе Бранчифорте (ум. 1698), князь ди Пьетраперсиа
- 523. граф Франц Максимилиан фон Мансфельд (1639—1692)
- 524. Марцио Карафа[итал.] (1645—1703), 8-й герцог ди Маддалони
- 525. граф Пал I Эстерхази (1635—1713), позднее князь Эстерхази

1682:
- 526. Октав Иньяс де Линь-Аренберг (1643—1693), князь де Барбансон
- 527. Герцог Иоахим Эрнст II фон Шлезвиг-Гольштейн-Зонденбург-Плён-Ретвиш (1637—1700), наследный принц Норвегии
- 528. Якуб Людвик Генрих Собеский (1667—1737), принц польский
- 529. граф Эрнст Рюдигер фон Штаремберг (1638—1701)

1683:
- 530. Франсуа-Филипп де Мелён (1627—1690), маркиз де Ришбур

1684:
- 531. Франческо Мария Карафа (ок. 1634—1711), 2-й князь ди Бельведере
- 532. принц Анри-Луи-Эрнест де Линь (1644—1702)
- 533. граф Франц Августин фон Вальдштейн[чеш.] (1628—1684)

1685:
- 534. герцог Филипп-Шарль-Франсуа д'Аренберг (1663—1691)
- 535. граф Генрих Франц фон Мансфельд (1640/1641—1715)

1686:
- 536. Иоганн Вильгельм фон Виттельсбах (1658—1716), герцог Юлиха и Берга, позднее курфюрст Пфальца
- 537. Хуан Мануэль Лопес де Суньига Сотомайор и Кастро (1680—1747), 11-й герцог де Бехар, 8-й герцог де Мандас и Вильянуэва

1687:
- 538. Иосиф фон Габсбург (1678—1711), эрцгерцог Австрийский, позднее император
- 539. принц Евгений Савойский (1663—1736)
- 540. граф Луи-Эрнест д’Эгмонт (1665—1693), принц Гаврский
- 541. Иньиго Мануэль Велес де Гевара[англ.] (1642—1699), 10-й граф де Оньяте
- 542 Хуан Мануэль Фернандес Пачеко (1648—1725), 8-й герцог де Эскалона
- 543. граф Хельмгард Кристоф Унгнад фон Вейсенвольф (1635—1702)
- 544. граф Ульрих Адольф Вратислав фон Штернберг[чеш.] (ок. 1627—1703)
- 545. граф Вольфранг Андреас фон Орсини-Розенберг (1626—1695)
- 546. граф Готлиб Амадеус фон Виндишгрец[нем.] (1630—1695)
- 547. граф Доминик Андреас I фон Кауниц[нем.] (1655—1705)
- 548. Филипп-Луи де Энен-Льетар (1646—1688), князь де Шиме
- 549. граф Евгений Александр фон Турн-и-Таксис (1652—1714), позднее князь фон Турн-и-Таксис
- 550. Хайме Франсиско Сармьенто де Сильва (1625—1700), 5-й герцог де Ихар, вице-король Арагона
- 551. Эжен де Берг (1624—1688), принц де Раш
- 552. Урбано Барберини[итал.] (1666—1722), 4-й князь ди Палестрина
- 553. герцог Фердинанд-Гастон-Ламораль де Крой (ум. 1720), граф дю Рё
- 554. Луис Маурисио Фернандес де Кордова Фигероа (1650—1690), 7-й герцог де Фериа

1688:
- 555. Франтишек Карел Либштейн из Коловрат[чеш.] (1620—1700), граф фон Коловрат
- 556. граф Франц Ульрих Кински фон Вхиниц[нем.] (1632—1699)
- 557. граф Иоганн Квинтин фон Йоргер (1624—1705)
- 558. князь Фердинанд фон Шварценберг[нем.] (1652—1703)
- 559. Антонио Карафа (1642—1693), граф Форли

1689:
- 560. Филиппо II Колонна[итал.] (1663—1714), 9-й герцог ди Пальяно, принц ди Кастильоне, 6-й герцог ди Марино, 2-й герцог ди Миралья, 8-й герцог ди Тальякоццо

1690:
- 561. герцог Леопольд I Лотарингский (1679—1729)
- 562. Мануэль Луис Фернандес де Кордова Фигероа (1679—1700), 8-й герцог де Фериа

### 1691—1700
1691:
- 563. маркграф Людвиг Вильгельм Баден-Баденский (1655—1707)

1692:
- 564. Максимилиан II Эмануэль (1662—1726), курфюрст Баварии
- 565. Франсиско Хинес Фернандо Руис де Кастро Португаль (1666—1741), 11-й граф де Лемос

1693:
- 566. Грегорио де Сильва (1649—1693), 5-й герцог де Пастрана, 9-й герцог дель Инфантадо, 7-й герцог де Лерма, 5-й герцог ди Франкавилла, 5-й герцог де Эстремера, князь Эболи и Мелито

1694:
- 567. Шарль-Луи-Антуан де Энен-Льетар (1675—1740), князь де Шиме
- 568. Бальдассаре Населли дель Карильо (ум. 1720), князь д’Арагона
- 569. Джузеппе Марио Орсини, 3-й герцог ди Паганика
- 570. князь Филипп-Франсуа де Берг (1646—1704)
- 571. Марино Франческо Мария Караччоло (1668—1720), 5-й князь Авеллино
- 572. Жан-Филипп-Эжен де Мерод (1674—1732), маркиз де Вестерло
- 573. граф Кристоф Леопольд фон Шафгоч[нем.] (1623—1703)
- 574. граф Франц Йозеф фон Ламберг (1637—1712), позднее князь фон Ламберг
- 575. князь Ханс Адам I фон Лихтенштейн (1656—1712)
- 576. князь Иоганн Кристиан фон Эггенберг[чеш.] (1641—1710)
- 577. граф Отто Эренрейх фон Траун (1644—1715)
- 578. граф Филипп Зигмунд фон Дитрихштейн[чеш.] (1651—1716)
- 579. граф Энеа Сильвио Капрара (1631—1701)
- 580. Карл III Филипп (1661—1742), пфальграф Нойбургский, позднее курфюрст Пфальца.

1695:
- 581. граф Антонио Франческо Коллато[чеш.] (1630—1696)
- 582. граф Венцель Фердинанд Попель фон Лобковиц[нем.] (1654—1697)
- 583. маркиз Чезаре Видони (ум. 1772)
- 584. граф Фердинанд Марквард Йозеф Антон вон Вартенберг (1673—1730)
- 585. Иньиго де ла Крус Манрике де Лара[исп.] (1673—1733), 11-й граф Агилар де Инестрильяс

1697:
- 586. граф Алоис Томас Раймунд фон Гаррах[нем.] (1669—1742)
- 587. Карло Карафа (1674—1706), 3-й князь ди Бельведере
- 588. Карл фон Габсбург (1685—1740), эрцгерцог Австрийский, позднее император
- 589. принц Георг Людвиг Гессен-Дармштадтский (1669—1705)
- 590. князь Иоганн Зейфрид фон Эггенберг[чеш.] (1644—1713), герцог Крумловский
- 591. князь Антон Флориан фон Лихтенштейн (1656—1721)
- 592. князь Леопольд Филипп Монтекукколи (1662—1698)
- 593. граф Ян Франтишек Врбна[чеш.] (1643—1705)
- 594. граф Зейфрид Кристоф Бройнер фон Аспарн (ум. 1698)
- 595. граф Максимилиан фон Тун-Гогенштейн[чеш.] (1638—1701)
- 596. граф Георг Адам фон Мартиниц[нем.] (1650—1714)
- 597. Фридрих Август I (1670—1733), курфюрст Саксонии и король Польши

1698:
- 598. князь Фердинанд Август Леопольд фон Лобковиц[чеш.] (1655—1715)
- 599. граф Оттавио Кавриани (1655—1726)
- 600. Никколо Плачидо II Бранчифорте[итал.] (1651—1723), князь ди Бутера
- 601. князь Иоганн Леопольд Донат фон Траутсон[чеш.] (1659—1724)
- 602. граф Карл Эрнст фон Вальдштейн[чеш.] (1661—1713)
- 603. князь Леопольд Игнац Йозеф фон Дитрихштейн[чеш.] (1660—1708)

1699:
- 604. Фрэнсис Тааффе, 3-й граф Карлингфорд (1639—1704)
- 605. Ком-Клод д'Оньи (1646—1709), граф де Купиньи
- 606. граф Вацлав Войтех фон Штернберг[чеш.] (1643—1708)

1700:
- 607. Чезаре Микеланджело д’Авалос[итал.] (1667—1729), 8-й маркиз ди Пескара
- 608. Гийом де Мелён (1670—1735), маркиз де Ришбур
- 609. князь Филипп-Антуан де Рюбампре (ум. 1707)
- 610. Шарль-Эмманюэль де Ваттевиль (1656—1728), маркиз де Конфлан
- 611. Доменико Аквавива д'Арагона (ум. 1714), граф ди Конверсано
- 612. герцог Леопольд-Филипп д'Аренберг (1690—1754);
- 613. Фердинандо Франческо Гравина Бонанни (1677—1736), 4-й князь ди Палагония
- 614. граф Эрнст Фридрих фон Виндишгрец[нем.] (1670—1727)
- 615. граф Леопольд Йозеф фон Ламберг-Шпринценштейн[нем.] (1654—1706)
- 616. граф Леопольд Маттиас Зигмунд фон Ламберг[нем.] (1667—1711)
- 617. Карло Аркинто[итал.] (1669—1732), 2-й маркиз ди Парона
- 618. Шарль-Тома де Лоррен (1670—1704), принц де Водемон

## Сановники ордена
В эпоху проведения капитулов:
1. Канцлеры:
- 20.12.1478—11.1492: Жан де Ланнуа (ум. 1492), аббат Сен-Бертена[фр.] в 1473—1492[9]
- 1493—1503: Анри де Берг[фр.], епископ Камбре
- 8.01.1504—1523/1529: Филибер Натюрель (ум. 1536), прево капитула Утрехта[10]
- 1529—01.1531: Жан Леско (ум. 1531), прево каноников Буа-Сеньор-Изаака, в Нивеле[11]
- 18.01.1531—4.01.1563: Филипп Нигри[нем.], декан церкви Сен-Ромбо в Мехелене, великий архидиакон Теруана, член Большого совета[12]
- 13.10.1563—1567: Вигль ван Айтта ван Свихем, прево Сен-Бавона в Генте, президент Государственного и тайного королевских советов

2. Казначеи:
- 1478—1484: Жан Гро[13]
- с 1.06.1484: Никола де Гондеваль, дворцовый распорядитель Максимилиана Австрийского[13]
- 1484—1520: Луи Карре (ум. 1520), глава счетной палаты Брабанта
- 1520—1522: Филипп Аннетон (ум. 1528)
- 1522—09.1539: Жан Мико (ум. 1539), советник и генеральный контролер финансов[14]
- 1540—5.06.1548: Анри Стерк[15]
- 1549—1555: Жерар де Вельтвик[16]
- 21.10.1555—1561: Пьер Буазо, государственный казначей
- с 1562: Шарль де Тинак, государственный советник, президент тайного королевского совета

3. Секретари-историографы:
- с 1491: Шарль Суайо, декан в Мидделбурге, секретарь Максимилиана Австрийского
- с 1493: Кристоф Мертенс
- Луи Лебрён
- 26.10.1506—1540: Лоран де Блиуль (ум. 1542)
- 1540—1561: Никола Николаи (ум. 1571), государственный советник, коадъютор при Лоране де Блиуле
- с 1561: Жозеф де Кортевиль (ум. 1572), государственный секретарь, командор Вильфранша (орден Калатравы)

4. Гербовые короли: 
- 1493—1540: Тома Изаак (ум. 1540), называемый Франш-Конте, ранее гербовый король Эно
- 1540—1549: Франсуа, бастард де Фалле или Пале (Fallez ou Palais)
- 1549—1559: Антуан де Боленкур (ум. 1559), заместитель губернатора Лилля
- 21.10.1561—1563: Никола, бастард де Ам (ум. 1563)
- Клод Марион